# Lorena Pizarro
Lorena Soledad Gloria Pizarro Sierra (Santiago, 14 de febrero de 1966) es una educadora de párvulos, activista y política chilena, miembro del Partido Comunista de Chile (PCCh). Desde el 11 de marzo de 2022 ejerce como diputada por el Distrito 13 de la Región Metropolitana, representando las comunas de El Bosque, La Cisterna, San Ramón, Pedro Aguirre Cerda, San Miguel y Lo Espejo.

## Biografía
Nacida en 1966, Lorena es hija de Sola Sierra y de Waldo Pizarro, dirigentes comunistas. Después del Golpe de Estado de 1973, se traslada junto con su familia a vivir en la clandestinidad en la comuna de Maipú. El 15 de diciembre de 1976, su padre fue secuestrado por agentes de la Dirección de Inteligencia Nacional (DINA), transformándose en un detenido desaparecido. 
En 2003, fue elegida presidenta de la Agrupación de Familiares de Detenidos Desaparecidos (AFDD), cargo que desempeñó hasta 2022.

## Carrera política
Es una militante histórica del Partido Comunista de Chile. El año 2013 fue candidata a diputada por el distrito 20, representando las comunas de Estación Central, Cerrillos y Maipú por el pacto Nueva Mayoría, obteniendo un 12.78% de los votos, sin ser electa. En 2017 fue candidata a diputada por el distrito 8, obteniendo un 2,86% de los votos, sin ser electa. Finalmente, es elegida diputada en las elecciones parlamentarias de 2021, en el distrito 13, con el 8,68% de los votos, asumiendo su cargo el 11 de marzo de 2022.

## Historial electoral

### Elecciones parlamentarias de 2013
- Elecciones parlamentarias de 2013 a Diputado por el distrito N.°20 (Maipú, Estación Central y Cerrillos)[4]

| Candidato                     | Pacto                                      | Partido | Votos  | %     | Resultado |
| ----------------------------- | ------------------------------------------ | ------- | ------ | ----- | --------- |
| Pepe Auth Stewart             | Nueva Mayoría                              | PPD     | 82 651 | 33,76 | Diputado  |
| Joaquín Lavín León            | Alianza                                    | UDI     | 57 887 | 23,64 | Diputado  |
| Lorena Pizarro Sierra         | Nueva Mayoría                              | PCCh    | 31 285 | 12,78 |           |
| Alejandro Almendares Calderón | Alianza                                    | RN      | 26 003 | 10,63 |           |
| Camilo Lagos Miranda          | Si tú quieres, Chile cambia                | PRO     | 12 942 | 5,28  |           |
| Claudia Mix Jiménez           | Partido Humanista                          | PH      | 9617   | 3,92  |           |
| José Fuentes Soto             | Nueva Constitución para Chile              | IGUAL   | 8109   | 3,31  |           |
| María Teresa Álvarez Aguilar  | Si tú quieres, Chile cambia                | ILI     | 7594   | 3,10  |           |
| Natalia Burgos León           | Partido Regionalista de los Independientes | PRI     | 3722   | 1,52  |           |
| Julio Muñoz San Martín        | Partido Humanista                          | PH      | 2754   | 1,12  |           |
| Esteban Infante Alcaíno       | Partido Regionalista de los Independientes | PRI     | 2184   | 0,89  |           |

### Elecciones parlamentarias de 2017
- Elecciones parlamentarias de 2017 a Diputado por el distrito 8 (Cerrillos, Colina, Estación Central, Lampa, Maipú, Til Til, Pudahuel y Quilicura)[5]

| Candidato               | Pacto                    | Partido  | Votos  | %     | Resultados |
| ----------------------- | ------------------------ | -------- | ------ | ----- | ---------- |
| Joaquín Lavín León      | Chile Vamos              | UDI      | 75 973 | 15.74 | Diputado   |
| Gabriel Silber Romo     | Convergencia Democrática | DC       | 29 205 | 6.05  | Diputado   |
| Pepe Auth Stewart       | La Fuerza de la Mayoría  | IND-PRSD | 26 839 | 5.56  | Diputado   |
| Patricio Melero Abaroa  | Chile Vamos              | UDI      | 23 042 | 4.77  | Diputado   |
| Claudia Mix Jiménez     | Frente Amplio            | POD      | 20 958 | 4.34  | Diputada   |
| María José Leiva Jopia  | Frente Amplio            | PEV      | 17 893 | 3.71  |            |
| Mario Desbordes Jiménez | Chile Vamos              | RN       | 17 799 | 3.69  | Diputado   |
| Carmen Hertz Cádiz      | La Fuerza de la Mayoría  | PCCh     | 16 035 | 3.32  | Diputada   |
| Andrea Ojeda Miranda    | Chile Vamos              | RN       | 15 362 | 3.18  |            |
| Alejandra Bravo Hidalgo | Chile Vamos              | PRI      | 14 323 | 2.97  |            |
| Lorena Pizarro Sierra   | La Fuerza de la Mayoría  | PCCh     | 12 137 | 2.86  |            |
| Pablo Vidal Rojas       | Frente Amplio            | RD       | 12 135 | 2.86  | Diputado   |
| Marcela Sandoval Osorio | Frente Amplio            | RD       | 11 927 | 2.81  |            |

### Elecciones parlamentarias de 2021
- Elecciones parlamentarias de 2021, a Diputado por el distrito 13 (El Bosque, La Cisterna, Lo Espejo, Pedro Aguirre Cerda, San Miguel y San Ramón) [6]

| Candidato                      | Pacto                    | Partido | Votos  | %     | Resultado |
| ------------------------------ | ------------------------ | ------- | ------ | ----- | --------- |
| Gael Yeomans Araya             | Apruebo Dignidad         | CS      | 31 405 | 13,11 | Diputada  |
| Lorena Pizarro Sierra          | Apruebo Dignidad         | PCCh    | 20 788 | 8,68  | Diputada  |
| Cristhian Moreira Barros       | Chile Podemos Más        | UDI     | 16 571 | 6,92  | Diputado  |
| Eduardo Durán Salinas          | Chile Podemos Más        | RN      | 14 559 | 6,08  | Diputado  |
| María Elena Balcázar Quinteros | Independientes Unidos    | CU      | 13 047 | 5,45  |           |
| Daniel Melo Contreras          | Nuevo Pacto Social       | PS      | 12 076 | 5,04  | Diputado  |
| Mariana Sandoval Llancafil     | Partido Ecologista Verde | PEV     | 8591   | 3,59  |           |
| Luis Silva Irarrázaval         | Chile Podemos Más        | UDI     | 8098   | 3,38  |           |
| Luis Lobos Meza                | Apruebo Dignidad         | PCCh    | 7448   | 3,11  |           |